# Hemibracon apicalis
Hemibracon apicalis är en stekelart som först beskrevs av Günther Enderlein 1920.  Hemibracon apicalis ingår i släktet Hemibracon och familjen bracksteklar. Inga underarter finns listade i Catalogue of Life.